# Chimichagua (ort)
Chimichagua är en ort i Colombia.   Den ligger i departementet Cesar, i den norra delen av landet, 500 km norr om huvudstaden Bogotá. Chimichagua ligger 35 meter över havet och antalet invånare är 16 746.
Terrängen runt Chimichagua är platt. Runt Chimichagua är det ganska glesbefolkat, med 32 invånare per kvadratkilometer. Det finns inga andra samhällen i närheten. Omgivningarna runt Chimichagua är en mosaik av jordbruksmark och naturlig växtlighet.